# Unapologetic
Az Unapologetic Rihanna barbadosi énekesnő hetedik stúdióalbuma. 2012. november 19-én jelent meg, kiadója ismét a Def Jam. Az album felvétele 2012. június és november között történt meg, a 6. albuma, a Talk That Talk reklámozása alatt. Mint az egyik főproducer, újra olyan emberekkel dolgozott együtt, mint The-Dream, David Guetta, Chase & Status, és StarGate illetve újabbakkal is összedolgozott (Mike Will Made-It és Labrinth). Leginkább a pop, az elektronikus, a dubstep és az R&B jellemzi zeneileg pont, mint előző albumán, a Talk That Talkon és a Rated R-en. Chris Brown, Future, Mikky Ekko és Eminem vokáljai is megtalálhatók az albumon.
Megjelenésekor többnyire vegyes fogadtatást kapott a zenei kritikusoktól. A kritikusok érdekesnek találták zeneileg, ám sokaknak nem tetszett a dalok szövege és a siettetett kiadás. Az album első helyen debütált az amerikai Billboard 200-on és első héten több mint 230.000 darab másolat kelt el belőle. Ezzel Rihanna elérte első #1 albumát az USA-ban. Első helyen debütált még az Egyesült Királyságban, Svédországban és Svájcban is.
A Diamonds című dal 2012. szeptember 26-án jelent meg, mint az album vezető kislemeze. Első helyen debütált az amerikai Billboard Hot 100-on és további 18 ország slágerlistáját vezette. A második kislemez a Stay című dal, ami 2012. december 13-án jelent meg. Mikky Ekko amerikai alternatív rock énekes közreműködésével. A Pour It Up című dal pedig 2013. január 8-án, a városi rádiókban jelent meg, mint az album harmadik kislemeze. Megjelenése előtt Rihanna a #777 Turnéjával reklámozta az albumot. Ez egy 7 napból álló promóciós turné, ahová 7 nap alatt, 7 különböző országban lépett fel Észak-Amerikában és Európában. Az albumot a "Diamonds Világ Turné" fogja reklámozni, ami 2013. márciusában kezdődött.

## Háttér és munkálatok
2011 novemberében Rihanna kiadta hatodik stúdió albumát, a Talk That Talkot. Zeneileg az album popra, dance-popra és R&B-re épül, de rengeteg más zenei stílus keveréke is megjelenik benne, mint például a hiphop, a dance, house vagy a dubstep -egy stílus, ami fontos eleme volt a Rated R (2009) című albumának. A Talk That Talk többnyire pozitív visszhangot kapott a zenei kritikusoktól a megjelenését követően. Igazi siker volt, és elérte a top 10-et több mint húsz ország slágerlistáin. Az albumról hat kislemezt adtak ki, beleértve a világslágereket, mint a "We Found Love" és a "Where Have You Been". A "We Found Love" több mint 25 országban vezette a slágerlistákat és 6,5 millió példányban kelt el, ezzel az egyik legjobban fogyó kislemezek egyike lett a világon.
2012 márciusában, Rihanna elmondta, hogy még nem kezdte el az új albuma felvételét, de már "dolgozik az új hangon" a hetedik albumához. 2012. október 11-én, hivatalos Twitterével elárulta, hogy az új album neve "Unapologetic" és megosztotta a borítóját is, ami az ő meztelen testét ábrázolta, graffitis feliratokkal, mint a "győzelem" vagy a "hit". Rihanna elmagyarázta az album címének jelentését arra hivatkozva, hogy ő mennyire őszinte, "Azért neveztem el az albumomat 'Unapologetic'-nek (Bocsánatot nem kérő), mert csak egy igazság van, és azért nem mentegetőzhetsz. Ez őszinte. Én mindig fejlődöm, persze. Azt hiszem az egyetlen mottóm az, hogy mindig legyek őszinte magamhoz."